# کوترا
کوترا ((به بلاروسی: Котра); لیتوانیایی: Katra) رودی است که در بلاروس و لیتوانی جریان دارد.